# 畢安生
畢安生（法語：Jacques Picoux，1948年11月9日—2016年10月16日），生於法國，長期在台灣教授法語與法國文學，曾任教於台灣大學外文系。他是一名畫家，從事拼貼畫創作。深愛電影藝術，曾參與台灣新浪潮電影的製作，為侯孝賢、蔡明亮、楊德昌、王家衛、張藝謀等人的電影擔任法文翻譯，將華語電影推廣到歐洲。與導演侯孝賢等人為長年好友。

## 生平
1979年，巴黎第七大學與台灣大學外文系進行合作計劃，畢安生與其同事施蘭芳來到台灣，進行兩年交換計劃。在結束兩年客座後，因為喜愛台灣，他們兩人決定留在台灣大學任教，是台灣法文教育的先驅。他曾與施蘭芳共同參與華視Salut Les Copins節目，製作法文教學節目。
2015年10月，交往35年伴侶曾敬超過世。曾敬超癌症復發，在病榻前透過家人找律師處理財產，希望將兩屋都留給畢安生，並留下足夠的錢，讓親密戀人養老。但兩人無婚姻關係，而且同志平權在台尚未合法，畢安生終究無法繼承，兩人在法國的房產，也因為法國政府認定曾敬超是台灣人應用台灣法，目前還在卡在所有權移轉的程序。曾家人曾同意讓畢安生在木柵住宅終老。畢安生的學生、李晏榕律師表示：「同志沒有婚姻保障的結果就是被迫受制於人，希望同志婚姻早日合法。」
2016年10月16日，畢安生在其木柵的住處墜樓身亡。警方判斷為自殺。逝世後在台東外海進行海葬。

## 演藝作品
| 年份 | 電影名稱   | 角色   |
| 2015 | 刺客聶隱娘 | 空空兒 |